# Теблешень
Теблешень, Теблешені (рум. Tăblășeni) — село у повіті Муреш в Румунії. Входить до складу комуни Іклензел.
Село розташоване на відстані 270 км на північний захід від Бухареста, 19 км на захід від Тиргу-Муреша, 61 км на південний схід від Клуж-Напоки, 138 км на північний захід від Брашова.

## Населення
За даними перепису населення 2002 року у селі проживали 26 осіб, з них 22 особи (84,6%) румунів. Рідною мовою 22 особи (84,6%) назвали румунську.